# Ufenau

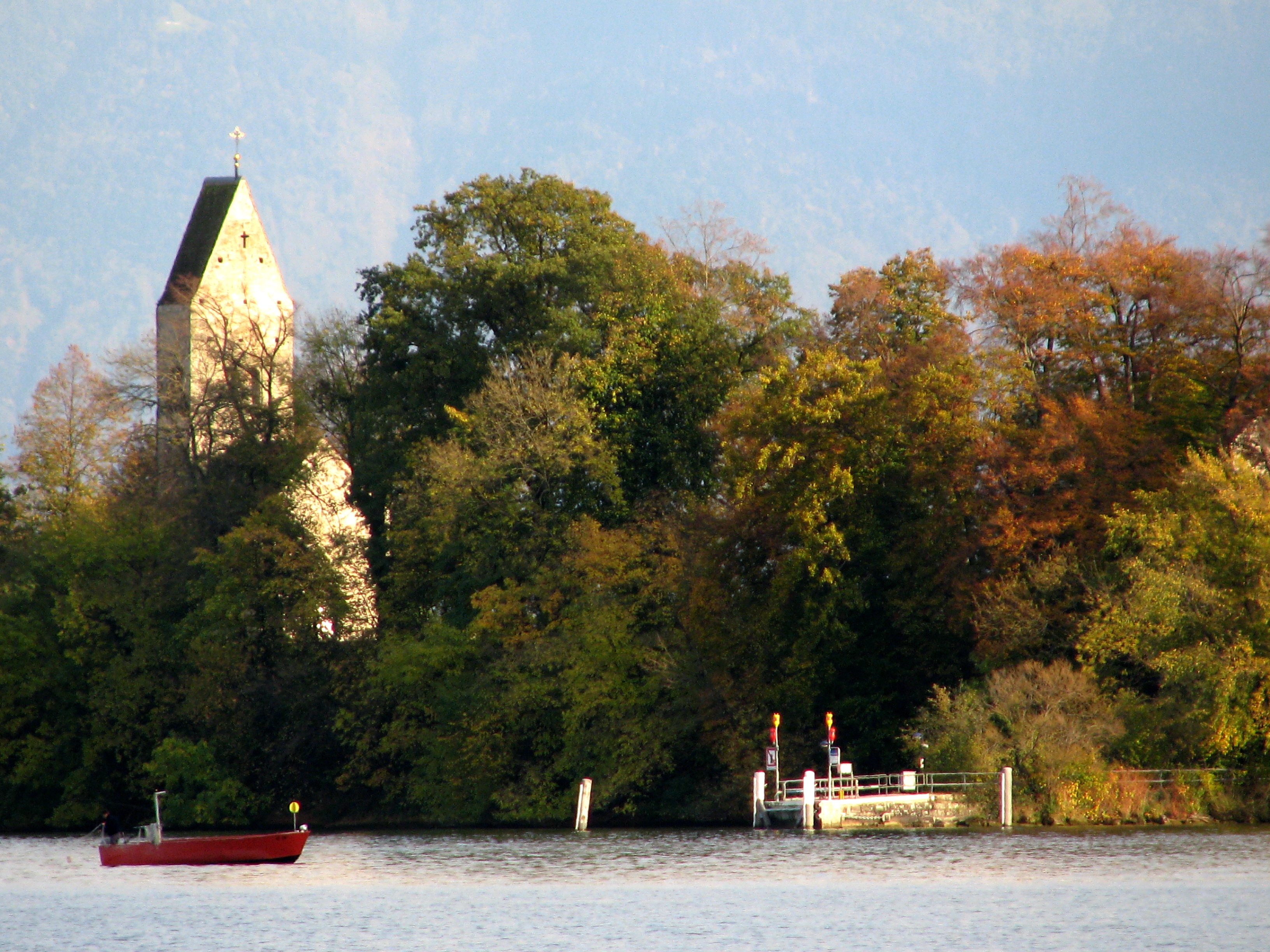
A sziget kikötője

Ufenau Svájc legnagyobb szigete a  Zürichi-tavon. Ez a sziget a vele szomszédos Lützelauval a Schwyz kantonbeli Pfäffikon közelében található. Eredeti nevét Ufnau  kolostora újra használja, noha általánosan az Ufenau megnevezés terjedt el.

## Ufenau fekvése

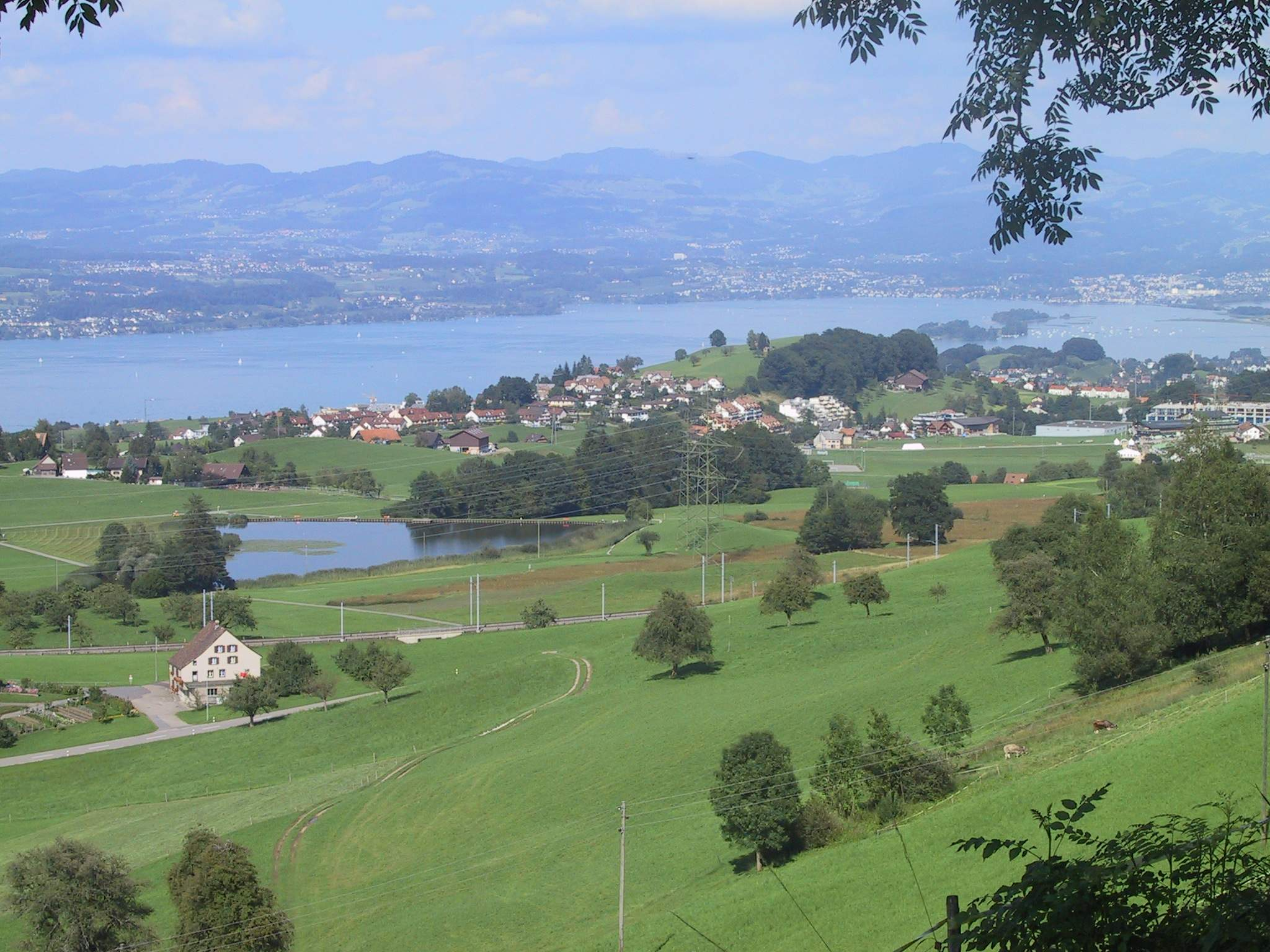

Területe:112 645 m². Hosszúsága (keleti-nyugati irányban): 470 m. Szélessége: 220 m.
Távolsága Rapperswil-Jonától: 2,5 km, Pfäffikon SZ-től:  0,9 km.
A sziget Freienbach  községhez tartozik és Einsiedeln kolostor tulajdona.
Idillikus fekvése, a táj szépsége és biológiai sokszínűsége, valamint a kivételesen ritka kultúrtörténeti folyamatossága miatt Ufenau Svájcban egyedülálló védelmet élvez: a sziget a nemzeti jelentőségű táj- és természeti emlékművek szövetségi leltárában az 1405-ös számú „Frauenwinkel-Ufenau-Lützel“ tagja valamint a nemzeti jelentőségű és kiemelt szépségű lápok nemzeti inventárjának 351-es sorszámú „Frauenwinkel“ nevű részének tagja. A „nemzeti jelentőségű településkép Ufenau“ a svájci védett településképek leltárában (ISOS) is szerepel. A Frauenwinkel védelméről szóló rendeletben meghatározottak alapján Ufenau táj- és természeti kincsei Schwyz kanton különleges védelmét élvezi.

## Története

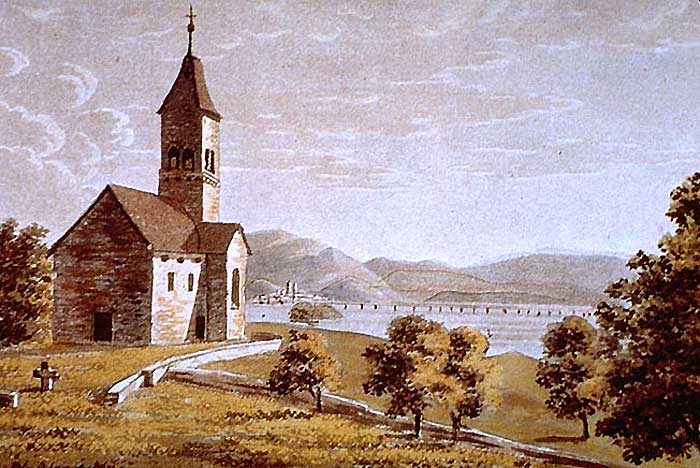
A történelmi Szt.Péter templom a 19. szd.-ban

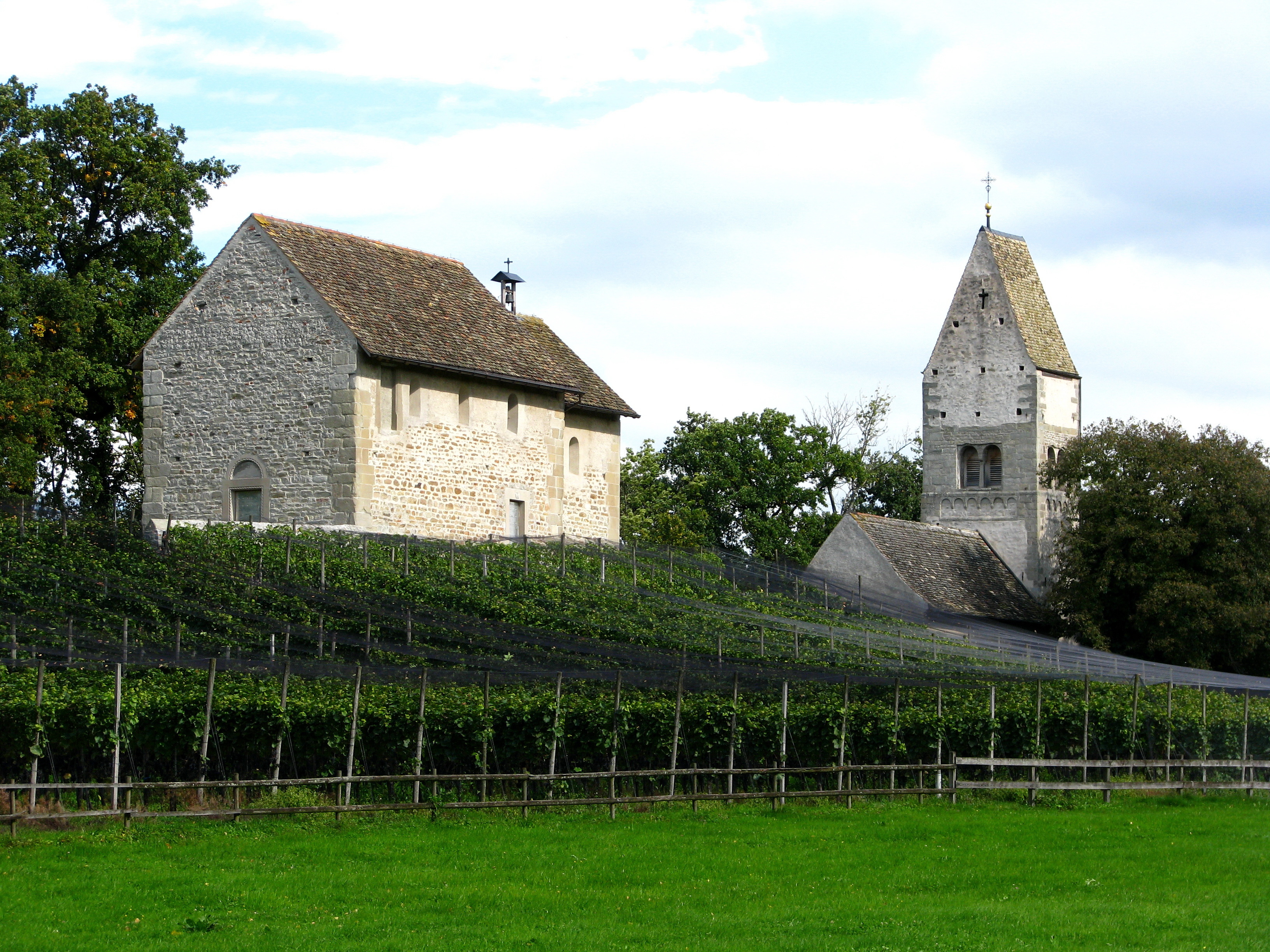
A templom, a sziget egyik látványossága

Már a római korban is állt a szigeten egy gall-római templom, amelynek alapjai a Szent Péter templom alapfalába építve maradtak fent. A szigeten az első templomot valószínűleg Kr.u. 500-ban, a mai Szent Márton kápolna helyén építették. A 10. században Regelinda sváb hercegnő építtette a Szent Péter templomot, mellette lakóházzal, ahol legkisebb fiával, a később szentté avatott Adalrichhel élt. Adalrich 973-ban a szigeten halt meg. Relikviái az 1712-es Toggenburgi háborúig a Szent Péter templom egyik ereklyetartójában voltak elhelyezve. 965 január 23-án I. Ottó császár Ufenaut Einsiedeln kolostornak adományozta. Amikor a Helvét köztársaság alatt rövid időre az összes kolostort bezárták, Linth kanton a szigetet egy magánszemélynek adta el. A Mediációs alkotmánnyal Einsiedeln kolostora ismét működni kezdett, és 1805-ben visszavásárolta a szigetet.
1523. augusztus 29-én Ufenau szigetén halt meg a humanista Ulrich von Hutten. A szigetet Conrad Ferdinand Meyer Hutten utolsó napjai című versciklusában is megemlíti.

## Látnivalói
- Az 1141-ben épített Szent Péter és Pál templom
- A Szent Márton kápolna
- Ulrich von Hutten sírja

## Külső hivatkozások
- Website der Ufenau
- Website: Freunde der Insel Ufnau
- Die Geschichte der Ufnau Archiválva 2020. november 30-i dátummal a Wayback Machine-ben
- Bau- und Kunstgeschichte Ufenau Archiválva 2008. február 17-i dátummal a Wayback Machine-ben
- Gallorömischer Tempel Ufenau